# San Lazzaro (Livraga)
San Lazzaro è un centro abitato d'Italia, frazione del comune di Livraga.
Al censimento del 21 ottobre 2001 contava 75 abitanti.

## Geografia fisica
La località è sita a 68 metri sul livello del mare.